# August Weismann
August Weismann (* 1834, Fráncfort del Meno - 1914, Friburgo de Brisgovia) fue un biólogo alemán. Se formó en la Universidad de Gotinga y enseñó zoología en Friburgo (1866-1912). Ernst Mayr lo situó como el segundo más notable teórico evolucionista del siglo XIX, detrás de Charles Darwin.
Para su doctorado en 1856 no quiso defender su tesis con una disertación sobre la síntesis del ácido hipúrico en el organismo humano. Sus primeras investigaciones se centraron en la zoología, fundamentalmente sobre «El desarrollo de los dípteros» (1865) y en la «Historia natural de los dafnoideos» (1876-1879). También es importante su estudio sobre el «Origen de las células sexuales de las hidromedusas» (1883).
Pero quizás su aporte más importante se da en 1892, año en el que desarrolló su teoría sobre la herencia basada en la inmortalidad del plasma germinal. Según esta teoría, el plasma germinativo es la sustancia alrededor de la cual se desarrollan las nuevas células. Esta sustancia está constituida por la unión (anfimixis) del esperma y el óvulo y establece una fundamental continuidad que no se interrumpe a través de las generaciones.
En dicha teoría se presenta a la evolución como dependiente de las variaciones adquiridas a través de numerosas generaciones. En el momento de la fecundación del óvulo se reúnen varias líneas ancestrales de plasma germinativo. Aporta también una explicación al hecho de que las deformaciones y otras características adquiridas por un individuo por la acción del ambiente no se transmiten directamente a su descendencia, ya que el somatoplasma del cuerpo no influye en las células sexuales.

## La omnipotencia de la selección natural
Weismann fue un gran defensor de la omnipotencia de la selección natural en la casuística de la evolución. Esta actitud era una consecuencia lógica de su teoría de la continuidad del plasma germinal: si éste es «inmortal», y si es secuestrado pronto en la ontogenia, entonces la herencia lamarckiana es lógicamente imposible, pues las adaptaciones somáticas no pueden afectar al plasma germinal.

## Galardones
Fue galardonado por la Sociedad linneana de Londres con la Medalla Darwin-Wallace en 1908.

## Algunas publicaciones
- Essays upon Heredity (1889) Oxford Clarendon Press - en línea
- Germ-Plasm, a theory of Heredity (1893) - en línea
- 1868. Über die Berechtigung der Darwin'schen Theorie: Ein akademischer Vortrag gehalten am 8. Juli 1868 in der Aula der Universität zu Freiburg im Breisgau. Engelmann, Leipzig.
- 1872. Über den Einfluß der Isolierung auf die Artbildung. Engelmann, Leipzig.
- 1875. Studien zur Descendenz-Theorie. I. Ueber den Saison-Dimorphismus der Schmetterlinge. Leipzig
- 1876. Studien zur Descendenztheorie: II. Ueber die letzten Ursachen der Transmutationen. Leipzig
- 1883. Die Entstehung der Sexualzellen bei den Hydromedusen: Zugleich ein Beitrag zur Kenntniss des Baues und der Lebenserscheinungen dieser Gruppe. Fischer, Jena
- 1885. Die Continuität des Keimplasmas als Grundlage einer Theorie der Vererbung. Fischer, Jena
- 1887. Zur Frage nach der Vererbung erworbener Eigenschaften. In: Biol. Zbl. 6:33-48
- 1887. Über die Zahl der Richtungskörper und über ihre Bedeutung für die Vererbung. Fischer, Jena
- 1892. Das Keimplasma: eine Theorie der Vererbung. Fischer, Jena
- 1892. Aufsätze über Vererbung und angewandet biologische Fragen. Fischer, Jena
- 1893. Die Allmacht der Naturzüchtung: eine Erwiderung an Herbert Spencer. Jena
- 1899. ´´August Weismann: Development, Heredity, and Evolution´´.
- 1902. Vorträge über Deszendenztheorie: Gehalten an der Universität zu Freiburg im Breisgau. Fischer, Jena. 2 vols.

- La abreviatura «Weism.» se emplea para indicar a August Weismann como autoridad en la descripción y clasificación científica de los vegetales.[3]

## Otras referencias
- Churchill F.B. 1968. August Weismann and a break from tradition. J. Hist. Biol. 1, 91–112
- Churchill F.B. 1970. Hertwig, Weismann, and the meaning of the reduction division, circa 1890. Isis 61, 429–457
- Löther, Rolf 1990. Wegbereiter der Genetik: Gregor Johann Mendel und August Weismann. Verlag Harri Deutsch, Frankfurt am Main. ISBN 3-8171-1130-4
- Risler H. 1968. August Weismann 1834-1914. En: Berichte der Naturforschenden Gesellschaft Freiburg im Breisgau. 77-93
- Risler H. 1985. August Weismanns Leben und Wirken nach Dokumenten aus seinem Nachlass. En: Freiburger Universitätsblätter Heft 87/88, Friburgo. 23-42